# La Sauvetat (Puy-de-Dôme)
La Sauvetat is een gemeente in het Franse departement Puy-de-Dôme (regio Auvergne-Rhône-Alpes) en telt 623 inwoners (2005). De plaats maakt deel uit van het arrondissement Clermont-Ferrand.

## Geografie
De oppervlakte van La Sauvetat bedraagt 8,0 km², de bevolkingsdichtheid is 77,9 inwoners per km².
De onderstaande kaart toont de ligging van La Sauvetat (Puy-de-Dôme) met de belangrijkste infrastructuur en aangrenzende gemeenten.

## Demografie
Onderstaande figuur toont het verloop van het inwonertal (bron: INSEE-tellingen).